# Liste der Monuments historiques in Morsains
Die Liste der Monuments historiques in Morsains führt die Monuments historiques in der französischen Gemeinde Morsains auf.

## Liste der Objekte
| Bezeichnung                           | Beschreibung                                  | Standort                      | Kennzeichnung | Schutzstatus | Datum | Bild |
| ------------------------------------- | --------------------------------------------- | ----------------------------- | ------------- | ------------ | ----- | ---- |
| Skulptur Heiliger Dionysius           | Stein, 17. Jahrhundert                        | in der Kirche St-Denis (Lage) | PM51003107    | Inscrit      | 1980  |      |
| Skulpturengruppe Unterweisung Mariens | Holz, 17. Jahrhundert                         | in der Kirche St-Denis (Lage) | PM51003111    | Inscrit      | 1980  |      |
| Hauptaltar                            | Altartisch und Retabel; Holz, 18. Jahrhundert | in der Kirche St-Denis (Lage) | PM51003108    | Inscrit      | 1980  |      |
| Skulptur Heiliger Jakobus der Ältere  | Stein, 16. Jahrhundert                        | in der Kirche St-Denis (Lage) | PM51003109    | Inscrit      | 1980  |      |
| Taufbecken                            | Stein, 12. Jahrhundert                        | in der Kirche St-Denis (Lage) | PM51003110    | Inscrit      | 1980  |      |
| Skulptur Madonna mit Kind             | Stein, 16. Jahrhundert                        | in der Kirche St-Denis (Lage) | PM51003112    | Inscrit      | 1980  |      |